# Skönvik
För fotbollsklubben Skönviks IF, se Sund IF. För det gamla bruksamhället i Sundsvalls kommun, se Skönvik, Sundsvall.

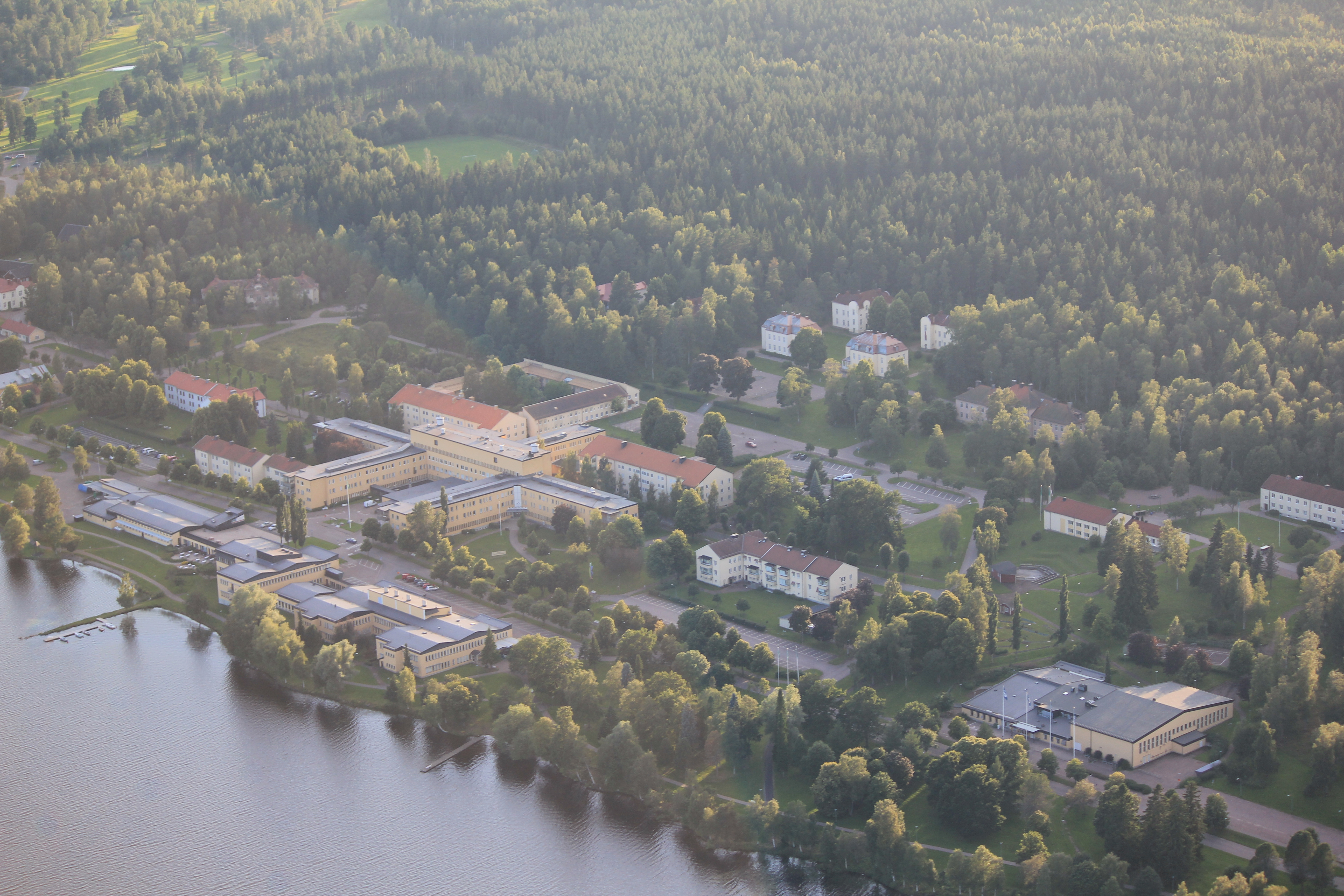
Skönvik från ovan

Skönvik är ett område i Säter i Dalarnas län, mellan sjön Ljustern och byn Jönshyttan. 
I Skönvik låg tidigare Säters hospital, senare namnändrat till Säters mentalsjukhus. Sjukhusområdet kallades Den vita staden Sjukhuset hade ursprungligen plats för 830 patienter, att jämföra med ortens befolkning som år 1900 uppgick till 627 personer.
Efter psykiatrireformen 1995 avvecklades vid Säters mentalsjukhus, förutom den akutpsykiatriska mottagningen och den rättspsykiatriska kliniken. Det privata behandlingshemmet Sävik öppnade 1994 och senare har tillkommit bland andra Säters golfklubb och Dahlandergymnasiet.

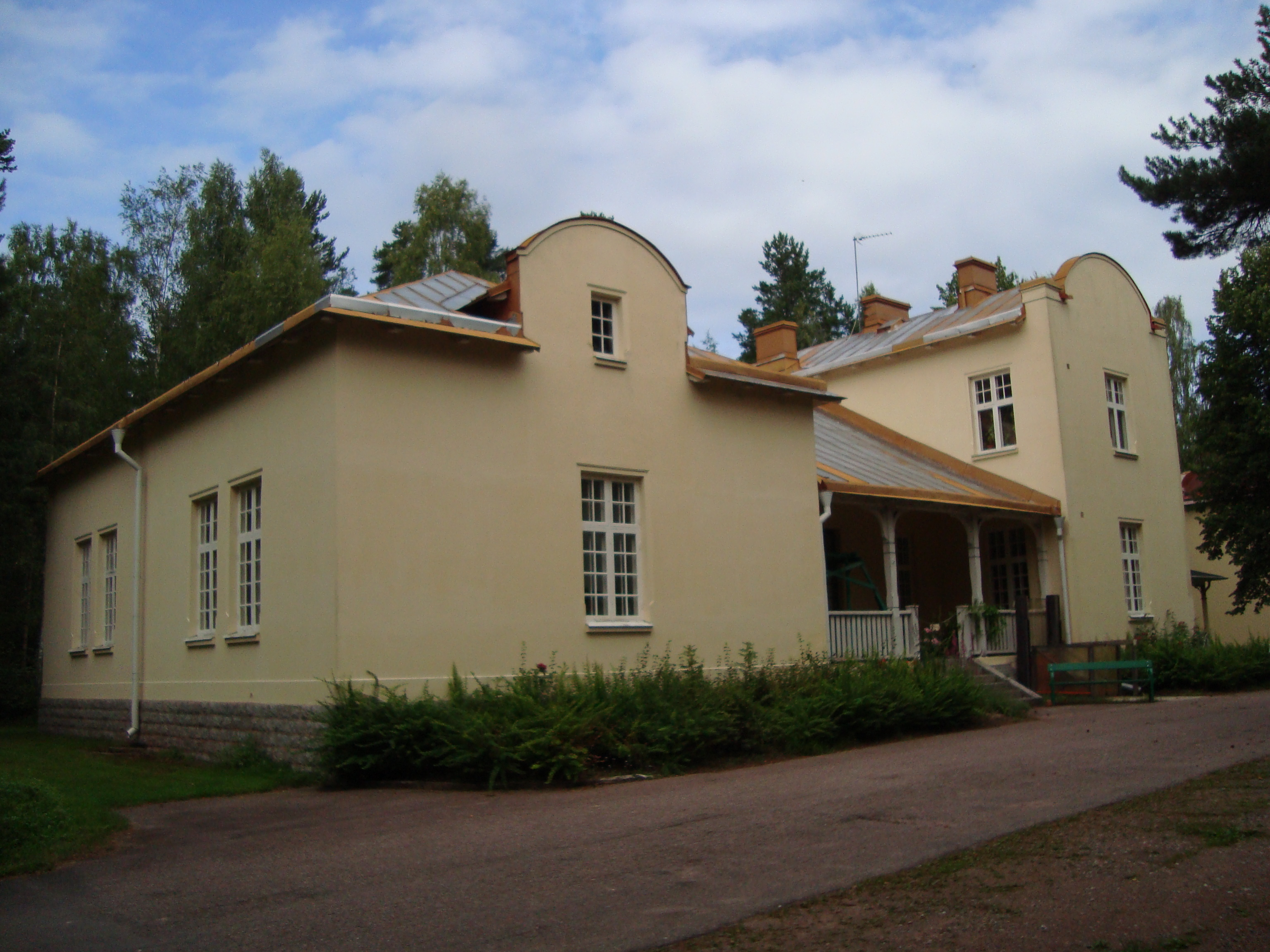
Den tidigare avdelningen 21A, numera Säters mentalvårdsmuseum
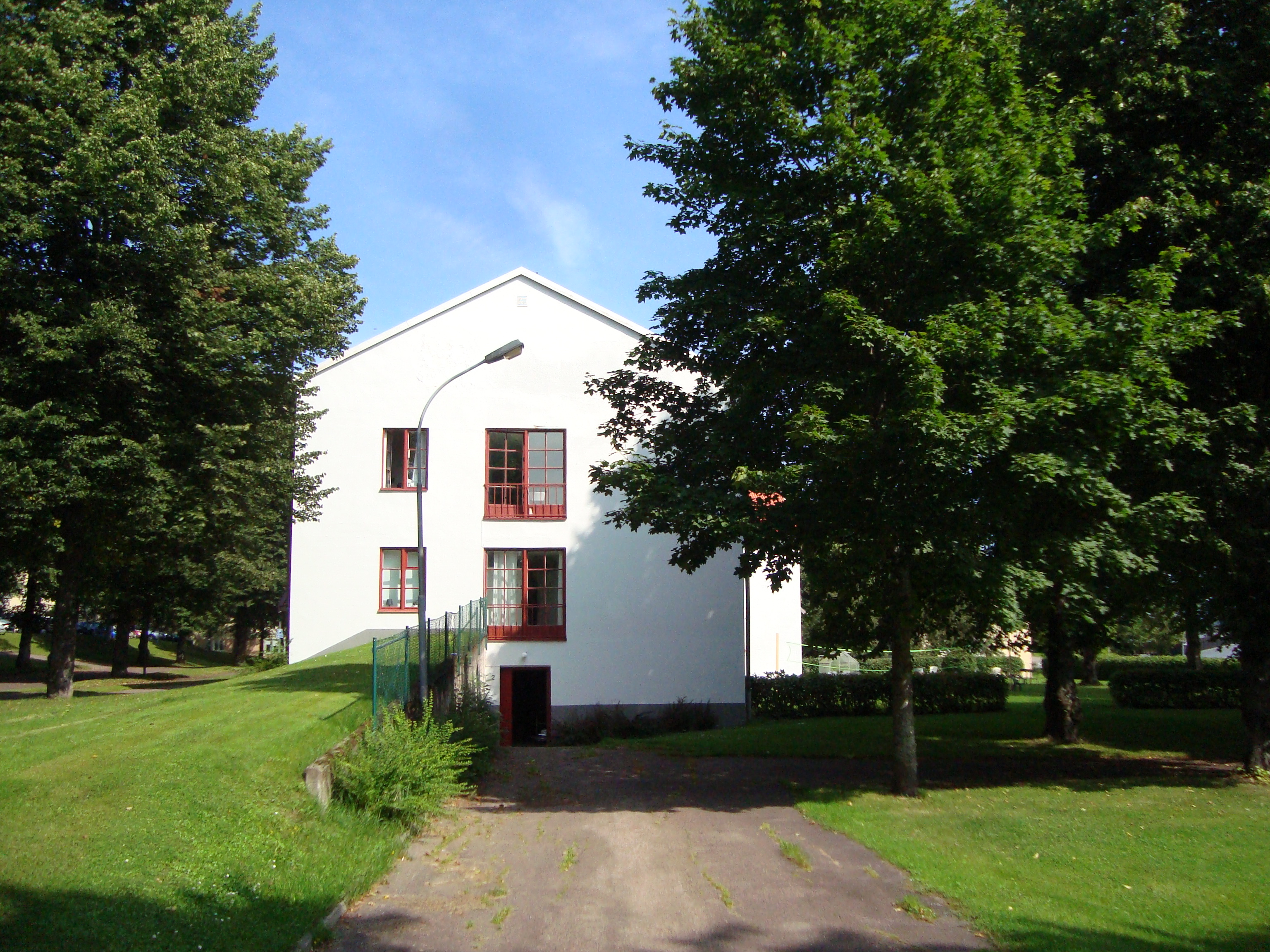
Behandlingshemmet Sävik
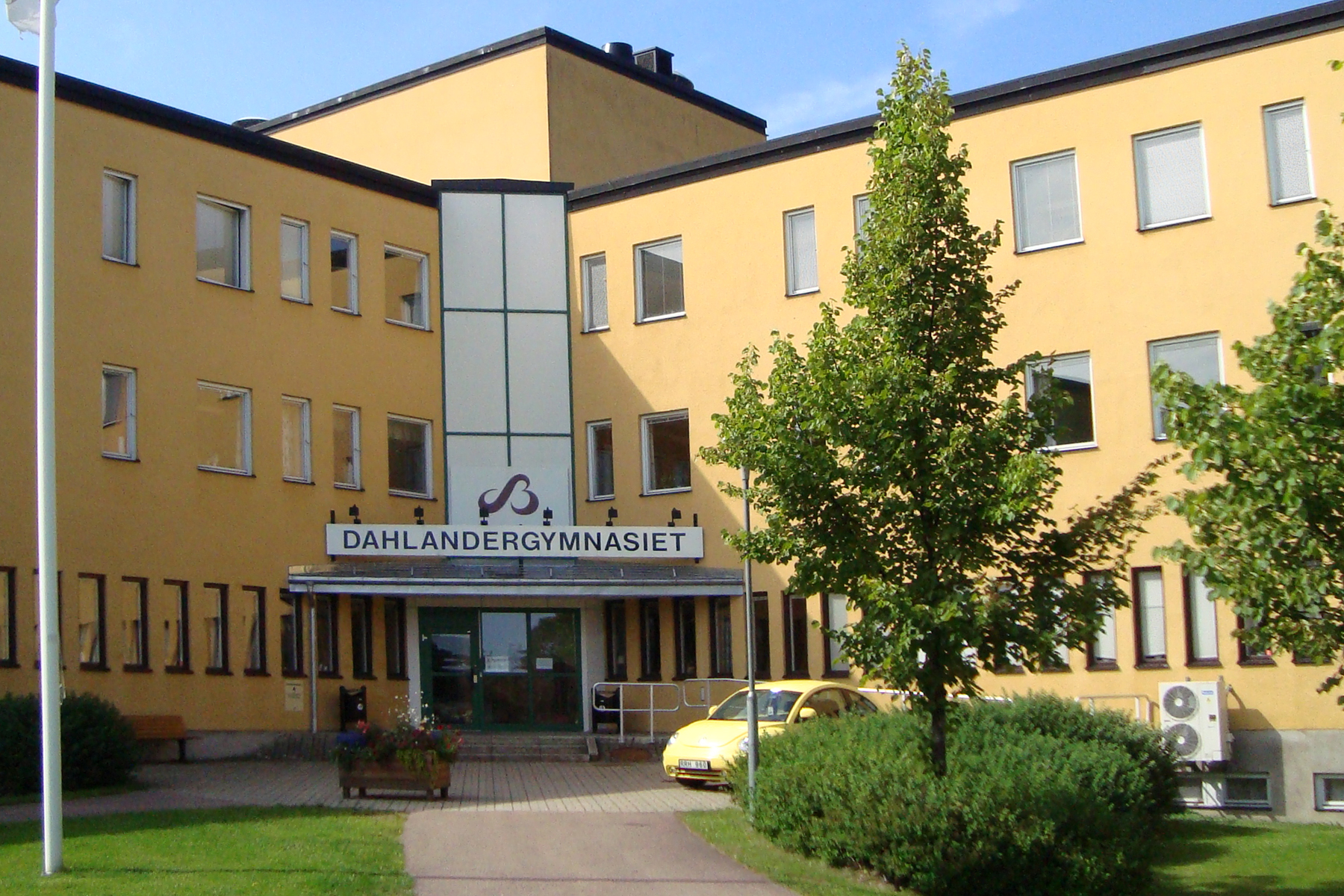
Dahlandergymnasiet
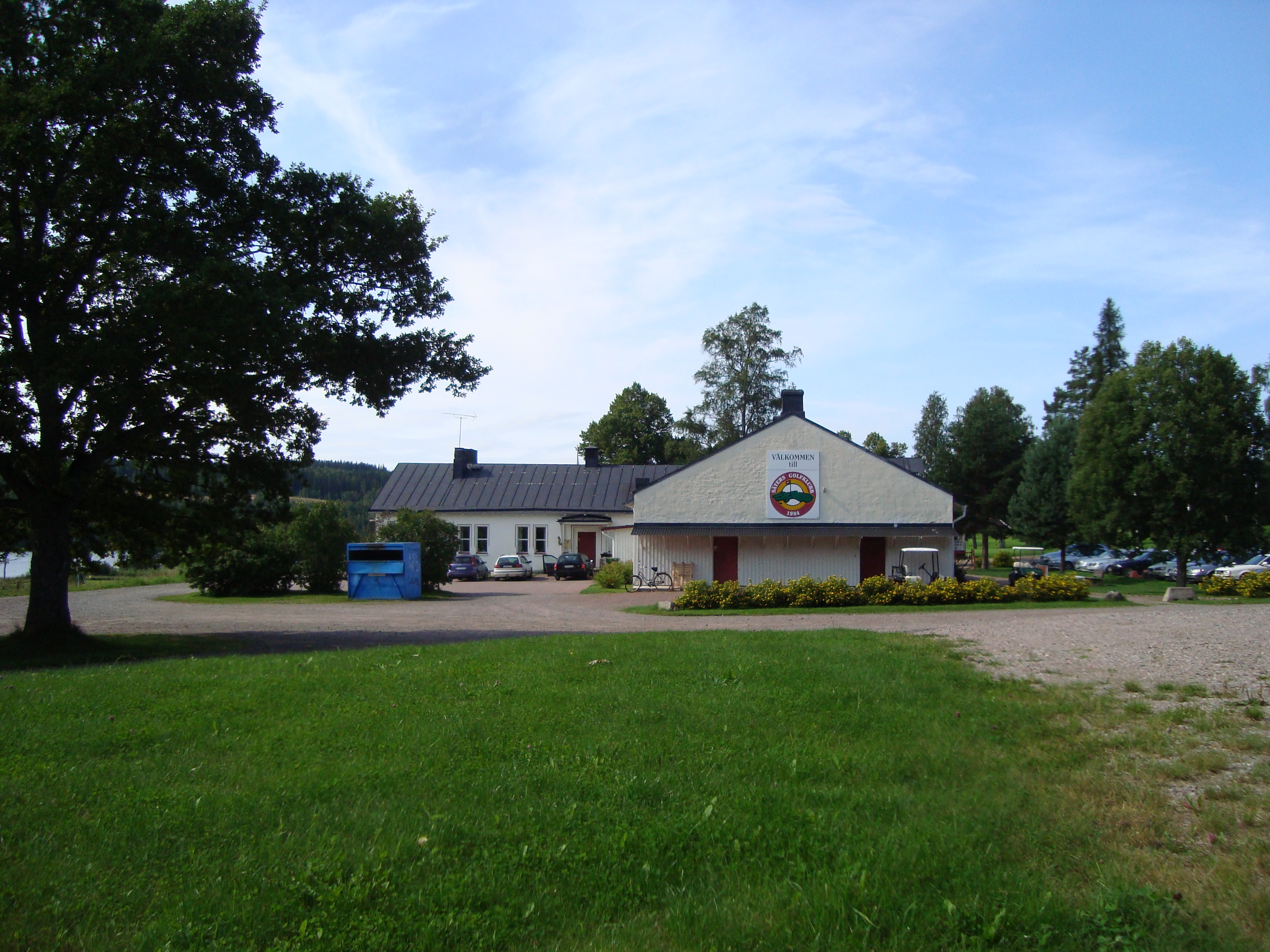
Säters golfklubbs restaurang, ursprungligen hospitalets svinhus

## Skönviks rättspsykiatriska klinik

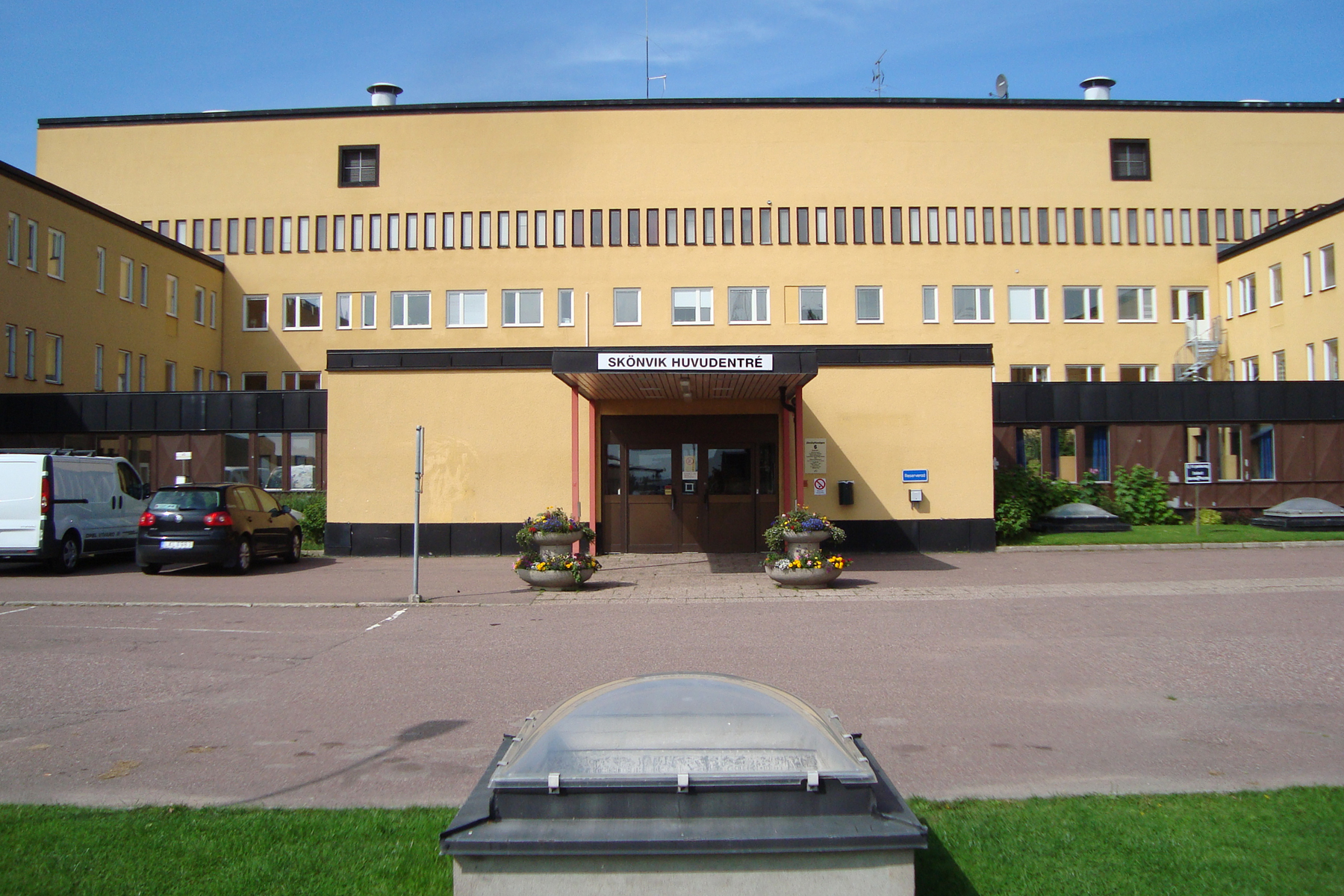
Entrén till Skönviks rättspsykiatriska klinik

Huvudartikel: Skönviks rättspsykiatriska klinik
Skönviks rättspsykiatriska klinik är en rättspsykiatrisk klinik med tio avdelningar, varav sju är högsäkerhetsavdelningar.